# IC 3776
IC 3776 ist eine Spiralgalaxie vom Hubble-Typ S im Sternbild Haar der Berenike am Nordsternhimmel. Sie ist schätzungsweise 465 Millionen Lichtjahre von der Milchstraße entfernt.
Das Objekt wurde am 27. Januar 1904 von Max Wolf entdeckt.